# Lijst van burgemeesters van Philippine
Dit is een lijst van burgemeesters van de voormalige Nederlandse gemeente Philippine tot die gemeente in 1970 opging in de gemeente Sas van Gent.
| Ambtsperiode | Naam burgemeester                          | Leefde    | Partij of stroming | Bijzonderheden                                                                                     |
| ------------ | ------------------------------------------ | --------- | ------------------ | -------------------------------------------------------------------------------------------------- |
| 1690         | Quirijn Bolle                              |           |                    | Bron: Cronyk van Zeeland van Smallegange 1695                                                      |
| 1796 - 1797  | Dingenis de le Lijs                        | 1742-1807 |                    | agent municipal                                                                                    |
| 1797 - 1807  | Johannes Goedefrind Brant                  | 1750-1811 |                    | agent municipal, vanaf 1800 meijer, maire                                                          |
| 1813 - 1817  | Charles Joseph van Peene                   | geb. 1788 |                    | maire, daarna burgemeester; later notaris te Oostwinkel en Aalter in Oost-Vlaanderen               |
| 1817 - 1819  | Hendrik Jacobse                            | 1778-1819 |                    | schout                                                                                             |
| 1819 - 1826  | Johannes Franck                            | 1790-1826 |                    | schout, vanaf 1825 burgemeester                                                                    |
| 1827         | Pieter de Wind                             |           |                    | werd benoemd maar aanvaardde de benoeming niet                                                     |
| 1828 - 1834  | Maximiliaan Jozef van Belle                | geb. 1804 |                    | trouwde de weduwe van Johannes Franck                                                              |
| 1835? - 1853 | Francies Nicolle                           | 1790-1869 |                    | |
| 1853 - 1859  | Pieter van Helmond                         | 1795-1865 |                    | tevens burgemeester van Sas van Gent en agent van 's rijks schatkist                               |
| 1859 - 1872  | Norbertus Kerckhaert                       | 1809-1884 |                    | tevens burgemeester van Sas van Gent (1858-1884) en Westdorpe (1841-1884)                          |
| 1872 - 1876  | Josephus Franciscus Maria van Haelst       | 1823-1905 |                    | |
| 1876 - 1882  | Alouïsius Taelman                          | 1827-1882 |                    | was gemeentesecretaris van Philippine                                                              |
| 1883 - 1899  | Johannes Bernardus Dhooge                  | 1825-1899 |                    | |
| 1899 - 1905  | Augustinus Johannes Cammaert               | 1875-1959 |                    | |
| 1905 - 1918  | Eduardus Cuelenaere                        | 1855-1931 |                    | schoonzoon van J.F.M. van Haelst                                                                   |
| 1918 - 1932  | Polidorus Andreas Rammeloo                 | 1876-1932 |                    | |
| 1932 - 1940? | Franciscus Johannes Leonardus Marie Dhooge | 1883-1945 |                    | |
| 1941 - 1946  | Emilius Franciscus Augustinus Arbroscheer  | 1887-1957 |                    | |
| 1944 - 1964  | Petrus Johannes Ludovicus van Hoek         | 1901-1964 |                    | tot 1946 waarnemend; was gemeentesecretaris van Philippine, tevens dijkgraaf van de Braakmanpolder |
| 1966 - 1970  | Augustus Petrus van Ooteghem               | 1923-1992 | KVP                | waarnemend; voordien raadslid en wethouder van Philippine                                          |